# Dutch Beer Challenge 2020
De zesde editie van de Dutch Beer Challenge vond plaats op 11 maart 2020 in Rotterdam. 91 Nederlandse brouwerijen stuurden gezamenlijk 400 bieren in voor deze wedstrijd.

## Winnaars
De winnaars van de Dutch Beer Challenge 2020 werden op 2 april 2020 bekendgemaakt via een livestream, als gevolg van de coronapandemie. Drie brouwerijen behaalden vier medailles: Stanislaus Brewskovitch (twee keer goud, één keer zilver, één keer brons), Jopen (twee keer goud, twee keer brons) en Oedipus Brewing (drie keer zilver, één keer brons). Daarnaast wisten zeven brouwerijen drie medailles te winnen, waaronder Duits & Lauret (drie keer goud), Stadsbrouwerij Eindhoven (twee keer goud, één keer zilver) en Uiltje Brewing Company (twee keer goud, één keer brons).
De Mitra Award voor 'Het Beste Bier van Nederland 2020', die op 14 mei 2020 via een livestream werd uitgereikt, ging naar 150 Watt van Stadsbrouwerij Eindhoven, een quadrupel die zowel de gouden medaille in zijn categorie won als de hoogste score behaalde van alle goudenmedaillewinnaars.
Hieronder een overzicht van de bieren die een medaille hebben gewonnen in de Dutch Beer Challenge van 2020.

### Amber Ale
| Bier                | Brouwerij                               | Subcategorie            | Prijs  |
| ------------------- | --------------------------------------- | ----------------------- | ------ |
| Jacobus             | Jopen Bier                              | Pale Ale/Speciale Belge | Goud   |
| Dutch Eagle         | Morebeer Brewing i.s.m. Poesiat & Kater | Pale Ale/Speciale Belge | Zilver |
| Texels Skuumkoppe   | Texelse Bierbrouwerij                   | Pale Ale/Speciale Belge | Brons  |
| Hop Zij Met Ons     | Jopen Bier                              | IPA                     | Goud   |
| I.P.A.              | Brouwerij 't IJ                         | IPA                     | Zilver |
| Bulldog             | Frontaal Brewing Company                | IPA                     | Brons  |
| Double IPA          | Brouwerij Kees                          | Double/Imperial IPA     | Zilver |
| Shakti DIPA         | Walhalla Craft Beer                     | Double/Imperial IPA     | Brons  |
| Dr. Raptor          | Uiltje Brewing Company                  | Double/Imperial IPA     | Brons  |
| 24/7                | Oproer Brouwerij                        | Session IPA             | Goud   |
| País Tropical       | Oedipus Brewing                         | Session IPA             | Zilver |
| Let There Be Light  | Jopen Bier                              | Session IPA             | Brons  |
| Hazy Sunrise        | Brouwerij Kees                          | Hazy IPA/NEIPA          | Goud   |
| Orchestra of Angels | Stadsbrouwerij Eindhoven                | Hazy IPA/NEIPA          | Zilver |
| Juice Punch         | Frontaal Brewing Company                | Hazy IPA/NEIPA          | Brons  |

### Blond
| Bier                          | Brouwerij                      | Subcategorie   | Prijs  |
| ----------------------------- | ------------------------------ | -------------- | ------ |
| Brand Pilsener                | Brand Bierbrouwerij / Heineken | Pils           | Goud   |
| Gulpener Pilsner              | Gulpener Bierbrouwerij         | Pils           | Zilver |
| Gooisch Goud                  | Gooische Bierbrouwerij         | Pils           | Brons  |
| Duits & Lauret Blond          | Brouwerij Duits & Lauret       | Saison         | Goud   |
| Kâld Kletske Jiertiid         | Brouwerij Dockum               | Saison         | Zilver |
| Pandora                       | Brouwerij Maximus              | Licht Blond    | Goud   |
| La Trappe Blond               | Bierbrouwerij de Koningshoeven | Licht Blond    | Goud   |
| Norbertijn Blond              | Berne Abdijbier                | Licht Blond    | Brons  |
| Lowlander Organic Blonde Ale  | Lowlander Botanical Beers      | Licht Blond    | Brons  |
| Texels Springtij              | Texelse Bierbrouwerij          | Blond-/Meibock | Goud   |
| Springhaver                   | Brouwerij De Leckere           | Blond-/Meibock | Zilver |
| Sweet Spring Bison Grass Bock | Brouwerij Hoop                 | Blond-/Meibock | Brons  |
| Thai Thai                     | Oedipus Brewing                | Zwaar Blond    | Zilver |
| Gajes                         | Bruut Bier                     | Zwaar Blond    | Zilver |
| Texels Tripel                 | Texelse Bierbrouwerij          | Zwaar Blond    | Brons  |
| Het Tripel Bier               | Brouwerij Vandeoirsprong       | Tripel         | Goud   |
| Gooisch Tripel                | Gooische Bierbrouwerij         | Tripel         | Zilver |
| Triple Rock Church            | Stanislaus Brewskovitch        | Tripel         | Brons  |

### Donker
| Bier                                 | Brouwerij                        | Subcategorie             | Prijs  |
| ------------------------------------ | -------------------------------- | ------------------------ | ------ |
| Bière de Garde Brune                 | Brouwerij Duits & Lauret         | Licht Donker             | Goud   |
| Gouverneur Dubbel                    | Lindeboom Bierbrouwerij          | Licht Donker             | Zilver |
| Het Dubbele Bier                     | Brouwerij Vandeoirsprong         | Licht Donker             | Brons  |
| Amstel Bock                          | Beiersch-Bierbrouwerij De Amstel | Bock/Dubbelbock          | Goud   |
| Eigenzinnige Herfstbok               | BE+ER Bierbrouwers               | Bock/Dubbelbock          | Zilver |
| Naeckte Bock                         | Naeckte Brouwers                 | Bock/Dubbelbock          | Brons  |
| Zwarte Bliksem                       | Stadsbrouwerij Eindhoven         | Dark/Black IPA           | Goud   |
| All Black                            | Stanislaus Brewskovitch          | Stout/Porter             | Goud   |
| Nightporter                          | Bronckhorster Brewing Company    | Stout/Porter             | Zilver |
| Donker Gaard                         | Brouwerij De Leckere             | Stout/Porter             | Brons  |
| 150 Watt                             | Stadsbrouwerij Eindhoven         | Zwaar Donker             | Goud   |
| Holy Shi                             | LOK Bier                         | Zwaar Donker             | Zilver |
| Abt-generaal Quadrupel               | Berne Abdijbier                  | Zwaar Donker             | Brons  |
| Mind Your Step! Moyee Coffee Edition | Uiltje Brewing Company           | Imperial Stout           | Goud   |
| Export Porter 1750                   | Brouwerij Kees                   | Imperial Stout           | Zilver |
| Hel & Verdoemenis                    | Brouwerij De Molen               | Imperial Stout           | Brons  |
| Hel & Verdoemenis Hazelnut           | Brouwerij De Molen               | Imperial Stout           | Brons  |
| Hertog Jan Grand Prestige            | Hertog Jan                       | Gerstewijn (Barley Wine) | Goud   |
| Zuster Agatha                        | Muifelbrouwerij                  | Gerstewijn (Barley Wine) | Zilver |
| Elegast                              | Naeckte Brouwers                 | Gerstewijn (Barley Wine) | Brons  |

### Innovatie/Speciaal
| Bier                               | Brouwerij                              | Subcategorie                | Prijs  |
| ---------------------------------- | -------------------------------------- | --------------------------- | ------ |
| Bold & Brash Bourbon BA Blackberry | Brouwerij De Molen                     | Fruit                       | Goud   |
| Fat Cherry                         | Brouwerij Maximus                      | Fruit                       | Zilver |
| Grapefruit IPA                     | vandeStreek Bier                       | Fruit                       | Brons  |
| Bourbon BA Barley Wine             | vandeStreek Bier                       | Houtgelagerd                | Goud   |
| Grom Kamikaze                      | Brouwerij Bliksem                      | Houtgelagerd                | Zilver |
| Franka Feroz                       | Brouwerij Kompaan                      | Houtgelagerd                | Brons  |
| Van Moll Grandeur                  | Van Moll Craft Beer                    | Houtgelagerd                | Brons  |
| Houtgerijpte Rook Dubbelbock       | Brouwerij Duits & Lauret               | Rook                        | Goud   |
| Bijna Twintig                      | Morebeer Brewing i.s.m. Brouwerij Kees | Rook                        | Zilver |
| Allmouth                           | Pontus Brewing                         | Rook                        | Brons  |
| Cappu dei Capi                     | Stanislaus Brewskovitch                | Speciaal (Minder dan 6 ABV) | Goud   |
| Tsaar Tiramistout                  | De Brouwschuur                         | Speciaal (Minder dan 6 ABV) | Zilver |
| KieleKiele                         | Brouwerij de Deftige Aap               | Speciaal (Minder dan 6 ABV) | Brons  |
| Gulpener Ur-Hop                    | Gulpener Bierbrouwerij                 | Speciaal (Minder dan 6 ABV) | Brons  |
| Uiltje Bar 5Y                      | Uiltje Brewing Company                 | Speciaal (Meer dan 6 ABV)   | Goud   |
| Mooien Muiter                      | Brouwersnös                            | Speciaal (Meer dan 6 ABV)   | Zilver |
| Staal                              | Bier door Mannen                       | Speciaal (Meer dan 6 ABV)   | Brons  |
| RUIG Kriek 2019                    | Oproer Brouwerij                       | Sour/Brett                  | Goud   |
| Swingers                           | Oedipus Brewing                        | Sour/Brett                  | Zilver |
| Rust                               | Nevel                                  | Sour/Brett                  | Brons  |
| Bavaria 0.0% Wit                   | Royal Swinkels                         | Alcoholvrij/Alcoholarm      | Goud   |
| Dodgeball                          | Brouwerij Oersoep                      | Alcoholvrij/Alcoholarm      | Zilver |
| Do-Ri-N-Ku                         | Oedipus Brewing                        | Alcoholvrij/Alcoholarm      | Brons  |

### Tarwe-/Granenbier
| Bier                | Brouwerij               | Subcategorie | Prijs  |
| ------------------- | ----------------------- | ------------ | ------ |
| Venloosch Wit       | Lindeboom Bierbrouwerij | Witbier      | Goud   |
| Witheren Wit        | Berne Abdijbier         | Witbier      | Zilver |
| Jopen Adriaan       | Jopen Bier              | Witbier      | Brons  |
| Barry Weizen        | Stanislaus Brewskovitch | Weizen       | Zilver |
| Hertog Jan Weizener | Hertog Jan              | Weizen       | Brons  |